# ASE Group
Advanced Semiconductor Engineering, Inc. (en xinès 日月光半導體製造股份有限公司
), també conegut com a Grup ASE (en xinès 日月光集團), és un proveïdor de serveis independents de muntatge i fabricació de semiconductors, amb seu a Kaohsiung, Taiwan.
L'empresa va ser fundada l'any 1984 pels germans Jason Chang i Richard Chang, que van obrir la seva primera fàbrica a Kaohsiung, Taiwan. Jason Chang actualment exerceix com a president de l'empresa i està a la llista de multimilionaris del món de Forbes del 2016.
Segons la firma d'investigació de mercat Gartner, ASE és el major proveïdor de proves i muntatges de semiconductors subcontractats (OSAT), amb un 19 per cent de quota de mercat. L'empresa ofereix serveis com el muntatge, l'embalatge i la prova de semiconductors. ASE ofereix serveis de muntatge i proves de semiconductors per a més del 90 per cent de les empreses d'electrònica del món. Els serveis d'embalatge inclouen embalatge a nivell d'oblia (FO-WLP), embalatge a escala de xip a nivell d'oblia (WL-CSP), xip giratori, embalatge 2.5D i 3D, sistema en paquet (SiP) i unió de fil de coure.
Les principals operacions de la companyia es troben a Kaohsiung, Taiwan, amb altres plantes ubicades a la Xina, Corea del Sud, Japó, Malàisia i Singapur. També té oficines i centres de servei a la Xina, Corea del Sud, Japó, Singapur, Bèlgica i els Estats Units.